# Снежинск
Снежинск (на руски: Снежинск) е затворен град и наукоград в Русия, разположен в градски окръг Снежинск, Челябинска област. Населението му през 2015 година е 49 746 души. В града се намира научноизследователски институт, работещ за руската ядрена програма.